# Агноиты
Агнои́ты, агни́ты (греч. ἀγνοῆται «неведущие» от ἀγνοέω — не знаю) — название двух сект, ересей.
- Одна из них была основана Евномием и Феофронием в конце IV века; последователи её называются у Сократа Схоластика евномио-феофронианами[1], у Созомена — феофронианами[2]. Они принадлежали к арианам и учили, что Бог знает прошлое по памяти, будущее — по догадке, и что Его всеведение ограничивается настоящим. Ересь эта была восстановлена адопционистами в VIII веке.
- Другая секта, основанная в VI веке Фемистием, диаконом александрийским, представляющим фракцию миафизитов (севириан). Они учили, что Иисус, как человек, был, подобно нам, ограничен во всех отношениях, причём ссылались на Марка (XIII, 32) и Иоанна (XI, 34). Согласно Фемистию неведение не является грехом, а обычное свойство тварной человеческой природы. Агноиты как и все севериане исповедовали одинаковую ересь — феопасхизм[3], ту самую которую исповедовали Евтихий и Диоскор, и которую осудил 4 Вселенский собор.[4][5] Поэтому имя Фемистия неоднократно упоминается как имя еретика в документах 6 Вселенского собора.